# Daria Klișina
Daria Klișina (în rusă Да́рья Кли́шина; n. 15 ianuarie 1991, Tver, RSFS Rusă, URSS) este o atletă rusă, specializată în săritură în lungime.
A fost vicecampioana mondială din 2017. La Campionatul European din 2014 a obținut medalia de bronz. De două ori a devenit campioana europeană în sală (2011, 2013) și la Universiada din 2013 a obținut aurul.

## Palmares
| An   | Competiție                                 | Locație                   | Loc | Note   |
| ---- | ------------------------------------------ | ------------------------- | --- | ------ |
| 2007 | Campionatul Mondial de Juniori (sub 18)    | Ostrava, Cehia            | 1   | 6,47 m |
| 2007 | Festivalul Olimpic al Tineretului European | Belgrad, Serbia           | 1   | 6,43 m |
| 2009 | Campionatul European de Juniori            | Novi Sad, Serbia          | 1   | 6,80 m |
| 2010 | Campionatul Mondial în sală                | Doha, Qatar               | 5   | 6,62 m |
| 2011 | Campionatul European în sală               | Paris, Franța             | 1   | 6,80 m |
| 2011 | Campionatul European pe Echipe             | Stockholm, Suedia         | 1   | 6,74 m |
| 2011 | Campionatul European de Tineret            | Ostrava, Cehia            | 1   | 7,05 m |
| 2011 | Campionatul Mondial                        | Daegu, Coreea de Sud      | 7   | 6,50 m |
| 2012 | Campionatul Mondial în sală                | Istanbul, Turcia          | 4   | 6,85 m |
| 2013 | Campionatul European în sală               | Göteborg, Suedia          | 1   | 7,01 m |
| 2013 | Campionatul European pe Echipe             | Gateshead, Marea Britanie | 2   | 6,43 m |
| 2013 | Universiada                                | Kazan, Rusia              | 1   | 6,90 m |
| 2013 | Campionatul Mondial                        | Moscova, Rusia            | 7   | 6,76 m |
| 2014 | Campionatul Mondial în sală                | Sopot, Polonia            | 7   | 6,51 m |
| 2014 | Campionatul European                       | Zürich, Elveția           | 3   | 6,65 m |
| 2015 | Campionatul European pe Echipe             | Ceboksarî, Rusia          | 1   | 6,95 m |
| 2015 | Campionatul Mondial                        | Beijing, China            | 10  | 6,65 m |
| 2016 | Jocurile Olimpice                          | Rio de Janeiro, Brazilia  | 9   | 6,63 m |
| 2017 | Campionatul European în sală               | Belgrad, Serbia           | 4   | 6,84 m |
| 2017 | Campionatul Mondial                        | Londra, Marea Britanie    | 2   | 7,00 m |
| 2021 | Jocurile Olimpice                          | Tokio, Japonia            | –   | FR     |

## Recorduri personale
| Probă                       | Performanță | Dată          | Locație  |
| --------------------------- | ----------- | ------------- | -------- |
| Săritură în lungime         | 7,05 m      | 17 iulie 2011 | Ostrava  |
| Săritură în lungime în sală | 7,01 m      | 2 martie 2013 | Göteborg |

## Legături externe
- Materiale media legate de Daria Klișina la Wikimedia Commons
- en Daria Klișina la World Athletics
- en Daria Klișina la Olympedia.org